# Lincoln Center (Kansas)
Lincoln Center è un comune degli Stati Uniti d'America, situato nello Stato del Kansas, nella contea di Lincoln, della quale è il capoluogo.